# Pescăruș californian
Pescărușul californian (Larus californicus) este un pescăruș de mărime medie, mai mic decât pescărușul argintiu american, dar mai mare decât pescărușul sur mare (deși se poate suprapune ca mărime cu ambele). Deși poartă numele Californiei, poate fi întâlnit anual în cea mai mare parte din vestul Americii de Nord, din provinciile canadiene ale preeriilor în nord-est și sud până în vestul Mexicului.

## Galerie

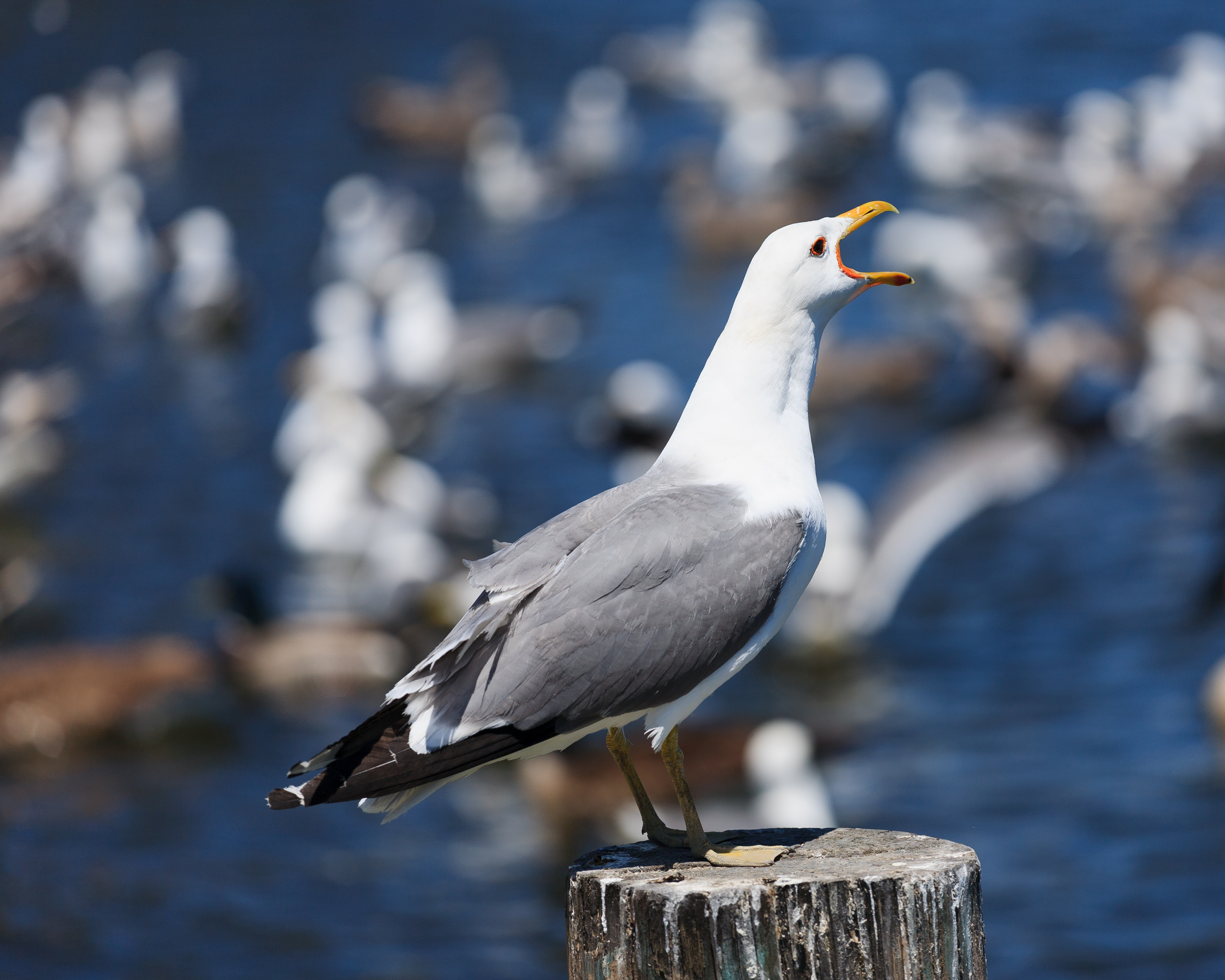
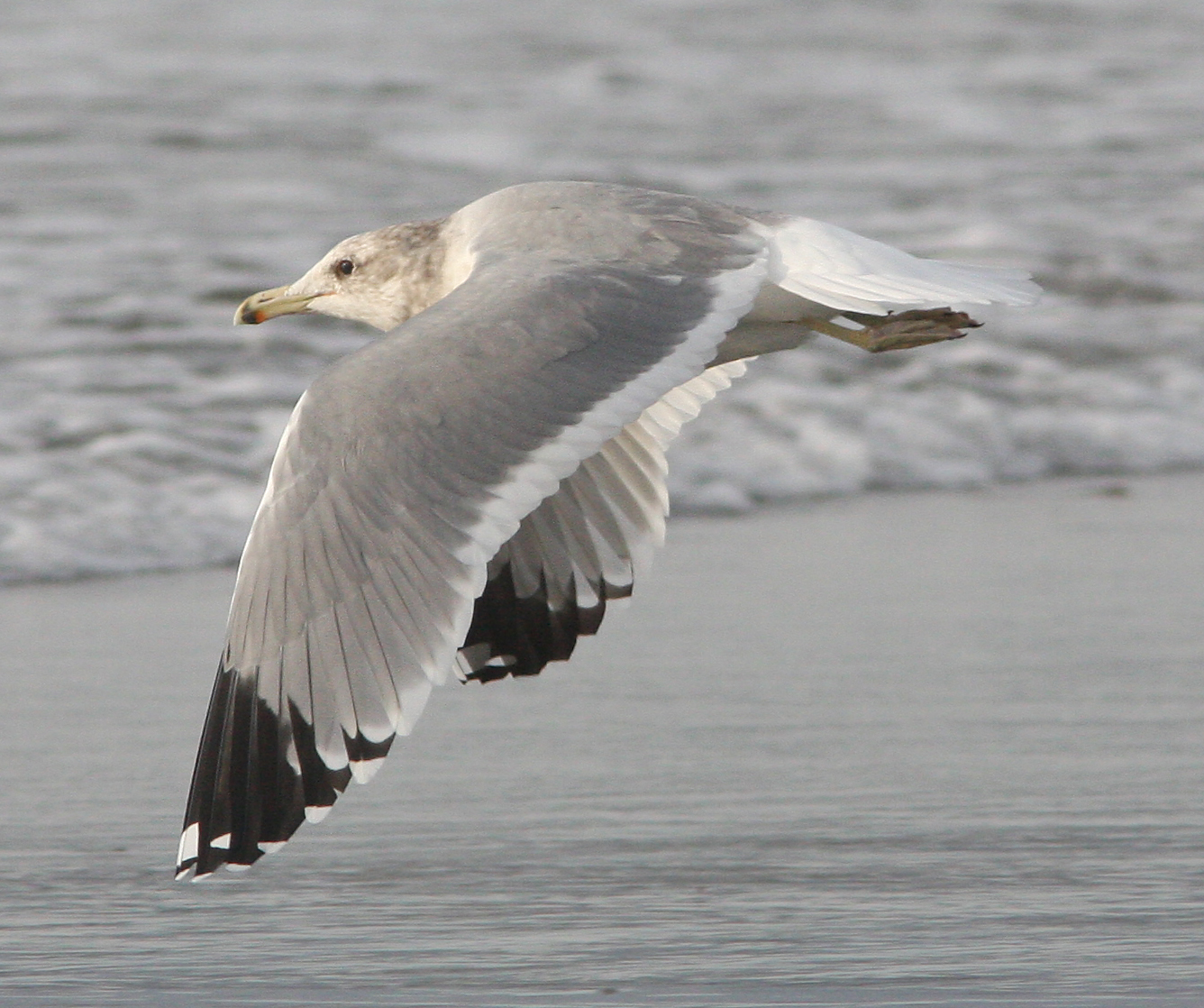